# Трамвай в Патрах

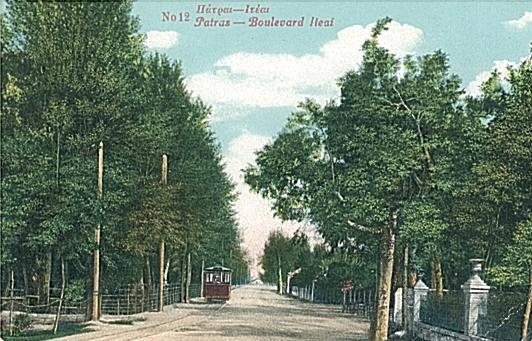

Трамва́й в Па́трах — вид городского общественного транспорта, который работал в Патрах с 1902 по 1918 гг. Трамвайная сеть в Патрах была изначально электрифицирована и стала первой в Греции системой электрического трамвая.
Система состояла из двух линий: одна была протянута в нижнем городе от района Агиос Дионисиос до Итыи, длина линии составляла 5,3 км; вторая линия проходила в верхнем городе, также начиналась от района Агиос Дионисиос до площади Тамбахан, длина линии — 1,7 км.
В настоящее время есть планы по восстановлению трамвайного движения в Патрах.